# Steam (Lied)
Steam ist ein Lied des britischen Pop-Rock-Musikers Peter Gabriel aus dem Jahr 1992.

## Entstehung und Veröffentlichung
Steam wurde in den Real World Studios von David Bottrill aufgenommen und von Daniel Lanois mit Peter Gabriel produziert.
Die Erstveröffentlichung von Steam erfolgte auf Gabriels sechstem Studioalbum Us am 27. September 1992. Die Veröffentlichung als Single fand am 11. Januar 1993 statt.
Steam erschien zudem auf den Kompilationen Hit von 2003 und Flotsam and Jetsam von 2019, dem Livealbum Secret World Live von 1994 sowie dem Konzertfilm Secret World Live von 1994.

## Inhalt und Bedeutung
Über den Ursprung des Liedes sagte Gabriel, dass das Lied von einer Beziehung handelt, in der die Frau anspruchsvoll, klug und kultiviert ist und alles über alles weiß, während der Mann nichts über alles weiß; er weiß jedoch über die Frau Bescheid und sie weiß nicht viel über sich selbst.
Eine alternative Version dieses Songs erschien unter dem Namen Quiet Steam als B-Seite der Single Digging in the Dirt. Es handelt sich dabei um eine viel langsamere Version der regulären Version, die auf dem Album Us erschien. Auf dem Livealbum Secret World Live wird die normale Steam-Version etwa eine Minute lang von der Quiet Steam-Version eingeleitet.

## Artwork
Das Lied wurde, wie jeder Song auf dem Album Us, von dem Artwork eines maßgeschneiderten Kunstwerkes begleitet, das in dem Begleitheft der jeweiligen Ausgabe abgebildet ist. Das Bild wurde von Ian Hughes als Mixed-Media-Version erstellt.

## Musikvideo
Zu Steam wurde ein surreales Musikvideo von dem Regisseur Stephen R. Johnson gedreht und von der Filmproduzentin Prudence Fenton produziert.
Johnson führte auch bei den Videos zu Sledgehammer und Big Time Regie.

## Titelliste
- 7″

1. Steam – 6:01
2. Games Without Frontiers (Massive / DB mix) – 5:20

- 12″

1. Steam (Oh, Oh, Let Off Steam Mix 12″) – 6:40
2. Steam (Oh, Oh, Let Off Steam 7″) – 4:33
3. Steam (Oh, Oh, Let Off Steam Mix Dub) – 5:42
4. Steam (Album Version) – 6:01

- CD-Single / CD-Digipak

1. Steam (Album Version) – 6:01
2. Games Without Frontiers (Massive / DB mix) – 5:20
3. Steam (Oh, Oh, Let Off Steam Mix 12″) – 6:40
4. Steam (Oh, Oh, Let Off Steam Mix Dub) – 5:42

## Mitwirkende

### Musiker
- The Babacar Faye Drummers – Sabar-Trommeln
- Peter Gabriel – Gesang, Horn-Arrangement, Keyboard, Perkussion
- Tim Green – Tenorsaxophon
- Reggie Houston – Baritonsaxophon
- Wayne Jackson – Trompete
- Manu Katché – Elektronisches Schlagzeug
- Tony Levin – E-Bass
- Leon Nocentelli – Gitarre (Epiphone)
- Renard Poche – Posaune
- David Rhodes – E-Gitarre

### Technisches Personal
Studio
- Richard Blair – Musikprogrammierung
- The Bomb Squad – (Remix bei Oh, Oh, Let Off Steam Versionen) – Musikproduktion
- David Bottrill – (Remix und zusätzliche Musikproduktion bei Games Without Frontiers), Musikprogrammierung
- Peter Gabriel – Liedtext, Komposition, Musikproduktion, Musikprogrammierung
- Daniel Lanois – Musikproduktion, Horn-Arrangement
- Massive Attack – (Remix und zusätzliche Musikproduktion bei Games Without Frontiers)
- Hank Shocklee – (Remix bei Oh, Oh, Let Off Steam Versionen), Musikproduktion

Visualisierung (Cover)
- Assorted Images – Artwork
- Malcolm Garrett – Artwork
- Ian Hughes – Fotografie

## Chartplatzierungen
| ChartsChartplatzierungen       | Höchstplatzierung | Wochen |
| ------------------------------ | ----------------- | ------ |
| Deutschland (GfK)              | 48 (14 Wo.)       | 14     |
| Vereinigtes Königreich (OCC)   | 10 (7 Wo.)        | 7      |
| Vereinigte Staaten (Billboard) | 32 (15 Wo.)       | 15     |

## Coverversionen
Die Datenbank mit Coverversionen SecondHandSongs listete 2023 sieben verschiedene Versionen auf.